# 6070 Рейнланд
6070 Рейнланд (6070 Rheinland) — астероїд головного поясу, відкритий 10 грудня 1991 року.
Тіссеранів параметр щодо Юпітера — 3,501.
Назва за ім'ям історичної Рейнської області — Рейнланд, що в середній течії річки Рейн